# Mobarak-moskéen
52°05′42.7″N 4°18′46.5″Ø / 52.095194°N 4.312917°Ø
Mobarak-moskéen i Haag er den første moske i Nederlandene bygget til formålet.
Ahmadiyya Muslim Community kom til landet i 1947 og deres første missionær var Qudrat-Ullah Hafiz. Moskeen har 3 minareter og er designet af Frits Beck. Moskeen blev åbnet den 9. december 1955 af Muhammad Zafrulla Khan.
Den 3. juni, 2006 besøgte Beatrix af Nederlandene moskeen for at fejre dens 50-års jubilæum.